# Брой, Йозеф
Йозеф Брой (нем. Josef Breu, 1914—1998) — австрийский географ и картограф, в течение нескольких лет являлся председателем Группы экспертов ООН по географическим названиям (ГЭГНООН).

## Биография
Йозеф Брой вырос в Будапеште, Тюрнице, Ниски и пригороде Вены Клостернойбурге (Австрия), где в 1932 году окончил школу. В 1932 году поступил в Венский университет, где изучал географию и историю, в 1937 году защитил диссертацию по истории хорватских поселений в юго-восточных приграничных районах немецкоязычных земель. С 1936 по 1938 год работал на кафедре географии Венского университета. В 1939 году он начал преподавать в средней школе аббатства в Мельке, но в том же году был мобилизован в вермахт, где служил в картографической службе. После Второй мировой войны Брой работал геодезистом и частным преподавателем, после чего поступил на службу в Федеральное бюро метрологии и геодезии в Вене (нем. Bundesamt für Eich- und Vermessungswesen). С 1959 по 1966 годы преподавал в гимназии, а также с 1959 года сотрудничал с Венским институтом исследований Восточной и Юго-Восточной Европы (нем. Ost-und Südosteuropa-Institut). С 1966 года до выхода на пенсию в 1979 году Брой был руководителем географического отдела этого института. С 1974 года — доцент кафедры географии Венского университета, в 1982 году избран членом-корреспондентом Австрийской академии наук.

## Профессиональная деятельность
В Институте восточных и юго-восточных европейских исследований основным направлением деятельности Броя была разработка Атласа придунайских стран (нем. Atlas of the Danubian Countries). Йозеф Брой также активно занимался топонимикой, особенно в сфере стандартизации географических названий. В 1969 году он основал Австрийский совет по географическим названиям (нем. Arbeitsgemeinschaft für Kartographische Ortsnamenkunde), который функционирует как информационно-координационный центр австрийских федеральных и провинциальных органов власти и научных учреждений, а также частных издателей, занимающихся географическими названиями. Брой возглавлял этот совет до 1982 года. В 1975 году он опубликовал «Газетир Австрии», отредактированный в соответствии с рекомендациями ООН. Этот словарь географических названий Австрии является одной из главных работ Броя и содержит данные о реках, озёрах, ледниках, горах, ущельях, населенных пунктах, трассах, железных дорогах, водных путях и т. д. По каждому топониму приводится набор данных, например, правильное произношение названия, указание соответствующей топографической категории, местоположение, географические координаты, высота над уровнем моря, название административной единицы, в которой расположен объект, варианты формы (если есть) и грамматические ссылки. С 1976 по 1982 год Бреу занимал пост Постоянного комитета по географическим названиям (нем. Ständiger Ausschuss für Geographische Namen) — совета, который разрабатывает и координирует стандартизацию топонимов в немецкоязычных странах. С 1977 по 1982 годы году Йозеф Брой был председателем Группы экспертов ООН по географическим названиям (ГЭГНООН). По его инициативе было разработано «Топонимическое руководство для картографов» ГЭГНООН.